# Chantier naval de Rosyth

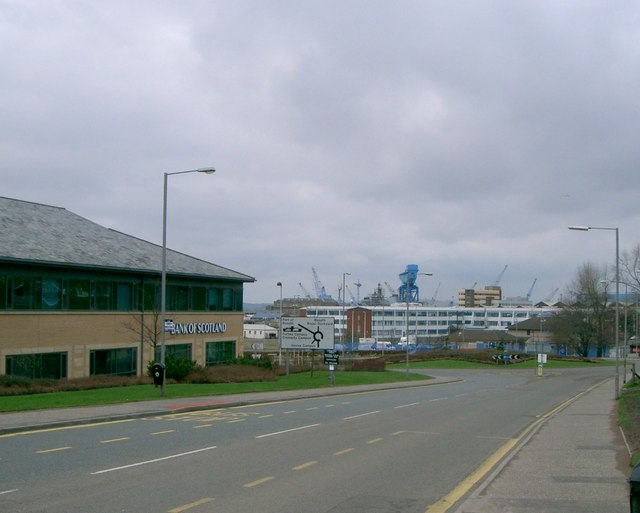
Ponts du chantier naval de Rosyth.

Le chantier naval de Rosyth est un important chantier naval sur le Firth of Forth à Rosyth, dans le Fife, en Écosse, qui, aujourd'hui, s'occupe principalement de la refonte de navires de surface de Royal Navy. Le chantier naval de Rosyth est détenu par Babcock PLC.

## Historique

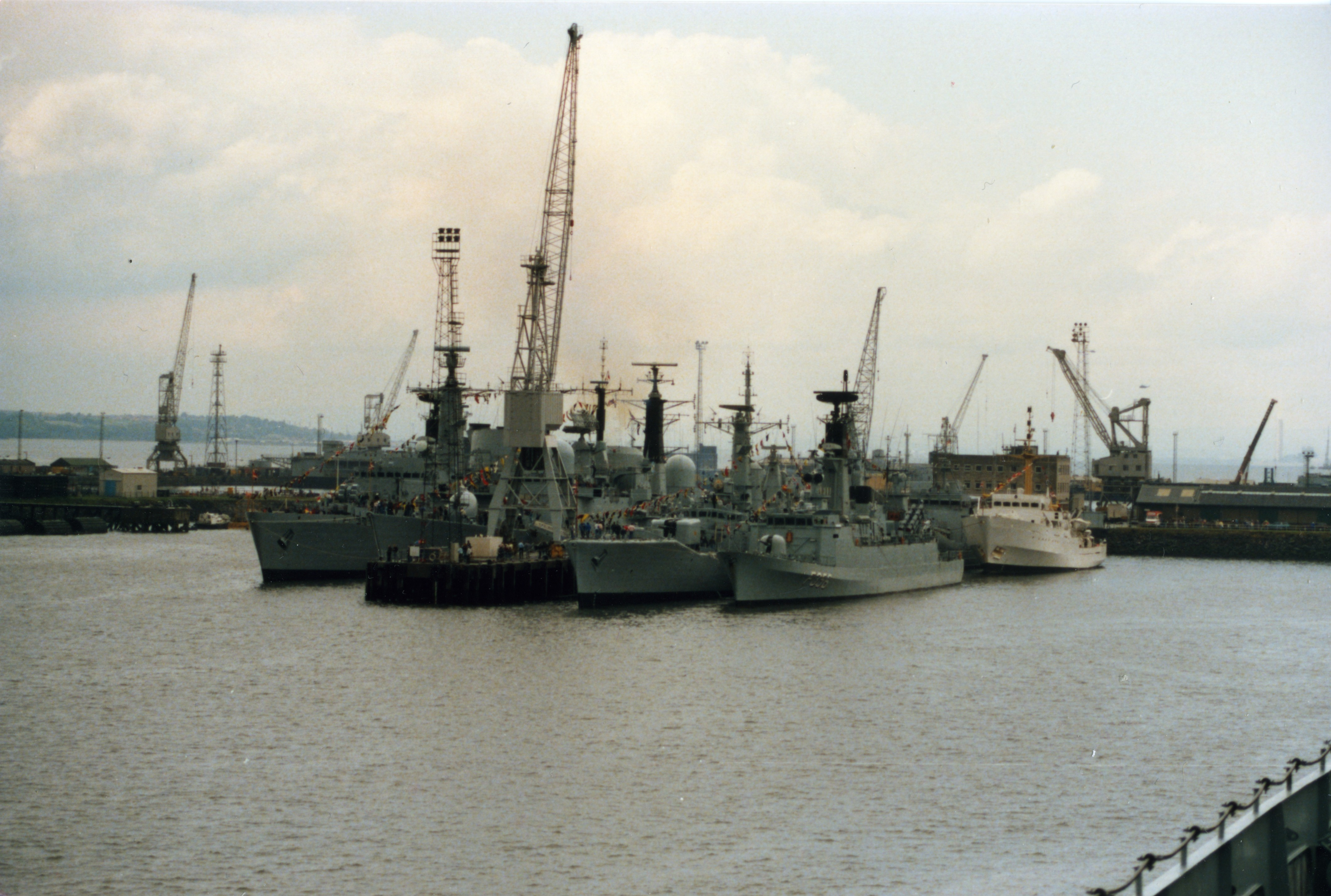
Le chantier naval de Rosyth en 1986

La construction de l'arsenal par les ingénieurs civils Easton, Gibb & Son a débuté en 1909. À l'époque, la Royal Navy renforçait sa présence le long de la côte Est de Grande-Bretagne en raison d'une course aux armements navals avec l'Allemagne.

### Privatisation
Babcock Thorn, un consortium géré par Babcock International et Thorn EMI, a obtenu le contrat de gestion pour les chantiers navals de Rosyth en 1987. À cette date, le chantier naval de Rosyth, propriété du gouvernement, est devenu un établissement administré par le fournisseur. Ce contrat a été adjugé en parallèle avec le contrat Devonport Management Limited (en) pour la gestion du chantier naval de Devonport, à Plymouth. En 1993, le ministère de la Défense a annoncé son intention de privatiser Rosyth. Babcock International, qui avait racheté les parts de Thorn du consortium d'origine Babcock Thorn, a été la seule entreprise à présenter une offre et après de longues négociations achetait le chantier en janvier 1997.

### Remise en état de sous-marins nucléaires
En 1984, Rosyth a été choisi comme le seul lieu pour la remise à niveau de la flotte de sous-marins nucléaires de la Royal Navy (un rôle dans lequel il s'était déjà spécialisé), et en 1986, de vastes travaux de reconstruction ont commencé pour accomplir plus facilement cette nouvelle tâche. Cependant en 1993, le gouvernement a déplacé cette tâche de remise à niveau au chantier naval de Devonport.

### Déclassement de sous-marins nucléaires
Sept sous-marins nucléaires sont stockés à Rosyth, les 4 SNLE de la classe Résolution et 3 SNA :
- HMS Churchill
- HMS Dreadnought
- HMS Resolution
- HMS Repulse
- HMS Renown
- HMS Revenge
- HMS Swiftsure

### Porte-avions de la classe Queen Elizabeth
Les deux porte-avions de la classe Queen Elizabeth de la Royal Navy sont construits dans quatre chantiers navals du Royaume-Uni, avec l'assemblage final à Rosyth.